# Fox Sports Radio

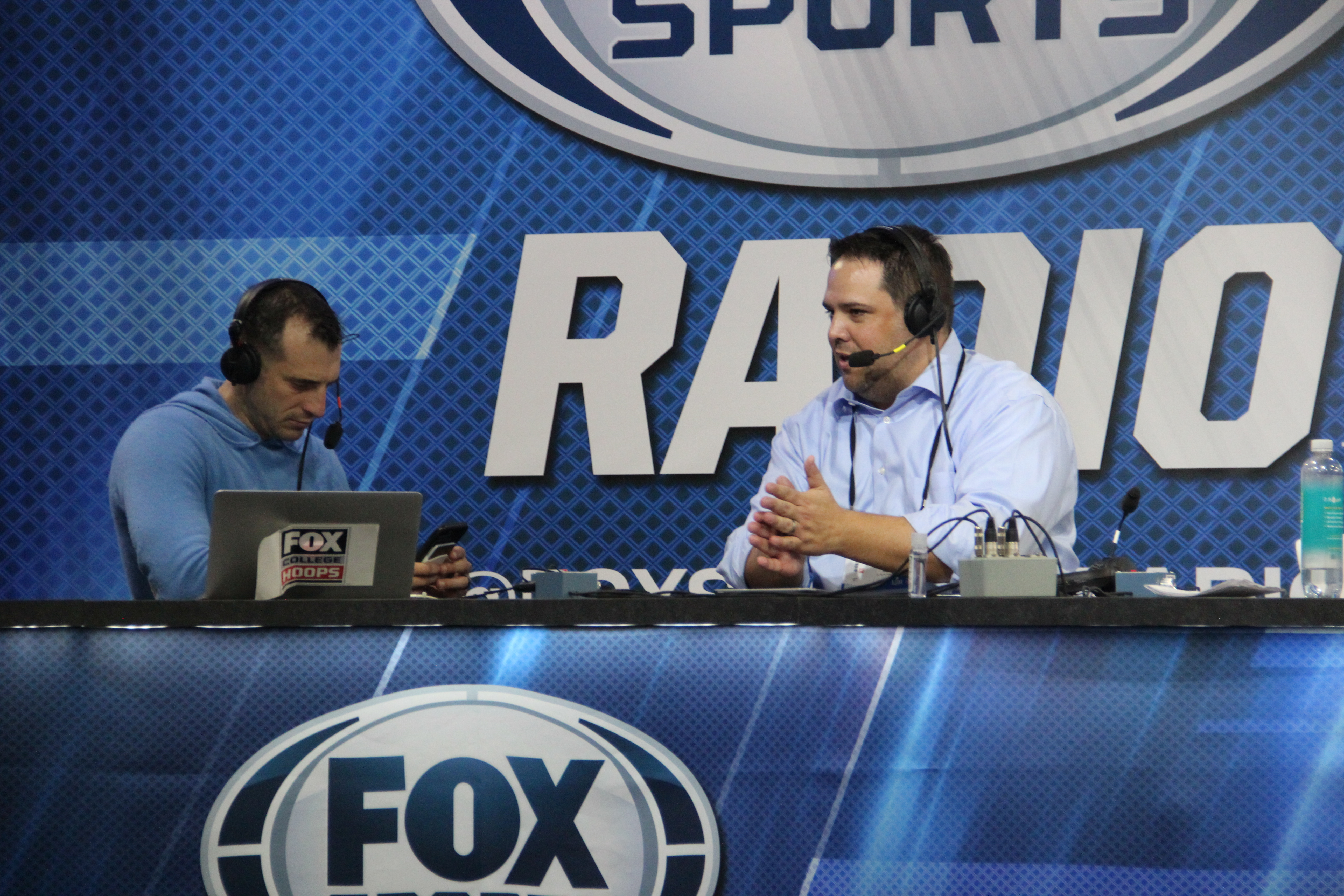
Transmisión de Fox Sports Radio en el Super Bowl LIII Radio Row el 2 de febrero de 2019.

Fox Sports Radio es una cadena de radio estadounidense especializada en deportes. Con su centro de operaciones ubicado en Los Ángeles, California, la red es operada y dirigida por Premiere Networks en sociedad con Fox Sports (empresa división de Fox Corporation) y iHeartMedia, compañía de matriz de Premiere Networks. Con estudios también en Nueva York, Chicago, Filadelfia, Tampa, Phoenix, Tulsa, Cincinnati, y Las Vegas, Fox Sports Radio es retransmitida por más de 400 estaciones de radio en los Estados Unidos, así como por Foxsports.com en MSN y iHeartRadio.
Cuando la red se concentra en programas sobre noticias deportivas, análisis de resultados y opinión muchos de sus afiliados optan por transmitir su propia programación así como a dar cobertura de juegos jugada por jugada.

## Estaciones afiliadas
El siguiente es un listado parcial de los afiliados a Fox Sports Radio.
| Idenficativo | Frecuencia | Banda | Ciudad               | Estado              |
| ------------ | ---------- | ----- | -------------------- | ------------------- |
| WSBM         | 1340       | AM    | Florence             | Alabama             |
| WKXX         | 102.9      | FM    | Gadsden              | Alabama             |
| KGME         | 910        | AM    | Phoenix              | Arizona             |
| KHGG         | 103.1      | FM    | Fort Smith           | Arkansas            |
| KHTY         | 970        | AM    | Bakersfield          | California          |
| KCBL         | 1340       | AM    | Fresno               | California          |
| KAVL         | 610        | AM    | Lancaster            | California          |
| KLAC         | 570        | AM    | Los Ángeles          | California          |
| KNRO         | 1400       | AM    | Redding              | California          |
| KLSD         | 1360       | AM    | San Diego            | California          |
| KGMZ         | 95.7       | FM    | San Francisco        | California          |
| WTXY         | 1540       | AM    | Whiteville           | Carolina del Norte  |
| WSPG         | 1400       | AM    | Spartanburg          | Carolina del Sur    |
| KKSE         | 950        | FM    | Parker-Denver        | Colorado            |
| KQWB         | 1660       | AM    | Fargo                | Dakota del Norte    |
| KWSN         | 1230       | AM    | Sioux Falls          | Dakota del Sur      |
| WWTX         | 1290       | AM    | Wilmington           | Delaware            |
| WFXJ         | 97.3       | AM    | Jacksonville         | Florida             |
| WFLF         | 94.5       | FM    | Panama City          | Florida             |
| WMEN         | 640        | AM    | West Palm Beach      | Florida             |
| WIFN         | 1340       | AM    | Atlanta              | Georgia             |
| WLOP         | 1370       | AM    | Jesup                | Georgia             |
| WFOM         | 1230       | AM    | Marietta             | Georgia             |
| KFXD         | 630        | AM    | Boise                | Idaho               |
| WBIG         | 1280       | AM    | Aurora               | Illinois            |
| WNDE         | 1260       | AM    | Indianapolis         | Indiana             |
| KXNO         | 1460       | AM    | Des Moines           | Iowa                |
| KCNZ         | 1650       | AM    | Waterloo-Cedar Falls | Iowa                |
| KINA         | 910        | AM    | Salina               | Kansas              |
| KWKH         | 1130       | AM    | Shreveport           | Luisiana            |
| WJJB         | 96.3       | FM    | Portland             | Maine               |
| WXKS         | 1200       | AM    | Boston               | Massachusetts       |
| WBZ-FM       | 98.5       | FM    | Boston               | Massachusetts       |
| WPKZ         | 1280       | AM    | Fitchburg            | Massachusetts       |
| WBEC         | 1420       | AM    | Pittsfield           | Massachusetts       |
| KFXN         | 100.3      | FM    | Minneapolis          | Minnesota           |
| KAPE         | 1550       | AM    | Cape Girardeau       | Misuri              |
| KGMY         | 1400       | AM    | Springfield          | Misuri              |
| KKGK         | 1340       | AM    | Las Vegas            | Nevada              |
| WENE         | 1430       | AM    | Binghamton           | Nueva York          |
| WHTK         | 1280       | AM    | Rochester            | Nueva York          |
| WOFX         | 980        | AM    | Troy                 | Nueva York          |
| WZBK         | 1220       | AM    | Keene                | Nuevo Hampshire     |
| WASR         | 1420       | AM    | Wolfeboro            | Nuevo Hampshire     |
| KIVA         | 1600       | AM    | Albuquerque          | Nuevo México        |
| WARF         | 1350       | AM    | Akron-Cleveland      | Ohio                |
| WSAI         | 1360       | AM    | Cincinnati           | Ohio                |
| WONE         | 980        | AM    | Dayton               | Ohio                |
| WEOL         | 930        | AM    | Elyria-Lorain        | Ohio                |
| WCWA         | 1230       | AM    | Toledo               | Ohio                |
| WNIO         | 1390       | AM    | Youngstown           | Ohio                |
| KTBZ         | 1430       | AM    | Tulsa                | Oklahoma            |
| CFGO         | 1200       | AM    | Ottawa               | Ontario             |
| KORE         | 1050       | AM    | Eugene               | Oregon              |
| KEZX         | 730        | AM    | Medford              | Oregon              |
| KPOJ         | 620        | AM    | Portland             | Oregon              |
| WEEX         | 1230       | AM    | Easton               | Pensilvania         |
| WTKZ         | 1320       | AM    | Allentown            | Pensilvania         |
| WTKT         | 1460       | AM    | Harrisburg           | Pensilvania         |
| WDAS         | 1480       | AM    | Philadelphia         | Pensilvania         |
| WFNN         | 1330       | AM    | Erie                 | Pensilvania         |
| WKGN         | 1340       | AM    | Knoxville            | Tennessee           |
| KZQQ         | 1560       | AM    | Abilene              | Texas               |
| KOPY         | 1070       | AM    | Alice                | Texas               |
| KVET         | 1300       | AM    | Austin               | Texas               |
| KTCK-AM      | 1310       | AM    | Dallas               | Texas               |
| KTCK-FM      | 96.7       | FM    | Dallas               | Texas               |
| KBME         | 790        | AM    | Houston              | Texas               |
| KMND         | 1510       | AM    | Midland-Odessa       | Texas               |
| KTKR         | 760        | AM    | San Antonio          | Texas               |
| WRNL         | 910        | AM    | Richmond             | Virginia            |
| WMMN         | 920        | AM    | Fairmont             | Virginia Occidental |
| KJR          | 950        | AM    | Seattle-Tacoma       | Washington          |
| KFNQ         | 1090       | AM    | Seattle-Tacoma       | Washington          |
| KBBO         | 1390       | AM    | Yakima               | Washington          |
| WSCO         | 1570       | AM    | Appleton             | Wisconsin           |
| WNFL         | 1440       | AM    | Green Bay            | Wisconsin           |
| WTSO         | 1070       | AM    | Madison              | Wisconsin           |
| WBIZ         | 1400       | AM    | Eau Claire           | Wisconsin           |